# Saint-Venant
Saint-Venant  es una comuna francesa situada en el departamento de Pas-de-Calais, en la región Hauts-de-France.

## Historia
Fue parte del Condado de Artois, en 1482 fue incluida en los Países Bajos de los Habsburgo. Mediante la Paz de los Pirineos en 1659, se anexionó a Francia.
Fue ocupada por las tropas de la Alianza de La Haya el 30 de septiembre de 1710, confirmando el Tratado de Utrecht, su posesión francesa.
En la Primera Guerra Mundial, no fue ocupada por los alemanes, quedando el frente a 12 kilómetros de la villa.
Durante la Segunda Guerra Mundial, fue ocupada pos las tropas germanas el 27 de mayo de 1940 hasta septiembre de 1944.

## Demografía
| 4029 | 4328 | 3988 | 4127 | 3887 | 3206 | 3036 |
| Para los censos de 1962 a 1999 la población legal corresponde a la población sin duplicidades (Fuente: INSEE [Consultar]) |      |      |      |      |      |      |